# ۱۱۱۱ (قمری)
۱۱۱۱ (قمری)، هزار و صد و یازدهمین سال در گاهشماری هجری قمری است. اول محرم این سال برابر با بیست و نهم ژوئن سال ۱۶۹۹ میلادی است.